# Тохателов, Исаак Артемьевич
Исаак Артемьевич Тохателов (08.02.1853—21.10.1918) — русский военный деятель, генерал-лейтенант.

## Биография
Армяно-григорианского вероисповедания. Общее образование получил в Тифлисской реальной гимназии (1873), директором которой был статский советник Осип Осипович Пенчинский (по должности директора Тифлисской дирекции училищ).
В службу вступил 31 августа 1873 года юнкером рядового звания во 2-е военное Константиновское училище. 4 августа 1875 года выпущен прапорщиком в Ахалцихскую крепостную артиллерию.
Подпоручик с 9  декабря 1876 года. Поручик с 18 декабря 1878 года. Штабс-капитан с 20 ноября 1882 года. Командир гарнизонной артиллерийской роты с 20 марта 1884 года. Капитан с 30 августа 1889 года. Командир батальона гарнизонной артиллерии с 30 июня 1896 года.
7 января 1898 года произведён в подполковники с назначением Заведующим практическими занятиями Керченской крепостной артиллерии. 11 мая того же года назначен Заведующим практическими занятиями Квантунской крепостной артиллерии.
Участник китайского похода (1900—1901). Командующий артиллерией в битве за Бэйтан.
Принимал участие в обороне Порт-Артура, где был контужен. 11 ноября 1903 года за боевое отличие произведён в полковники (старшинство с 07. 09. 1900).
С 31 октября 1906 года — командир Выборгской крепостной артиллерии. С 26 ноября 1906 года — командир 2-й Владивостокской крепостной артиллерийской бригады. Генерал-майор (1906).
2 октября 1910 года уволен в отставку с производством в генерал-лейтенанты.
21 октября 1918 года расстрелян большевиками в Пятигорске

## Награды
- Орден Святого Станислава 3-й степени (1880)
- Орден Святой Анны 3-й степени (1883)
- Орден Святого Станислава 2-й степени (1894)
- Орден Святой Анны 2-й степени (1897)
- Орден Святого Владимира 4-й степени с мечами и бантом (1901)
- Высочайшее благоволение (1903)
- Орден Святого Владимира 3-й степени с мечами (1904)
- Орден Святого Георгия 4-й степени (1904)
- Золотое оружие «За храбрость» (1904)[4]
- Орден Святого Станислава 1-й степени (1909)